# Andrzej Hofman
Andrzej Hofman (ur. 30 listopada 1937, zm. 17 sierpnia 2020) – polski specjalista w zakresie inżynierii materiałowej, dr hab.

## Życiorys
Obronił pracę doktorską, następnie uzyskał stopień doktora habilitowanego. Został zatrudniony na stanowisku docenta w Narodowym Centrum Badań Jądrowych, oraz profesora nadzwyczajnego w Instytucie Energii Atomowej POLATOM.
Zmarł 17 sierpnia 2020.